# 파우스트 노벨즈
파우스트 노벨즈(Faust Novels)는 학산문화사의 라이트 노벨 브랜드 중 하나로, 학산문화사가 일본 고단샤에서 정식 수입하여 발매하는 일러스토리 소설 무크지 파우스트에 소설을 기고한 작가들의 소설을 주로 발매한다. 문고판으로 책을 내는 다른 브랜드와 달리 하드 커버와 사륙변형판을 채택하여 단행본을 발행한다.

## 출판 목록

### 파우스트 노벨

#### 발행중
- 《신본격 마법소녀 리스카》

니시오 이신(글), 니시무라 키누(그림), 현정수 (번역)
- 2009년 9월 15일, ISBN 9788925800448, 321쪽
- 2010년 6월 25일, ISBN 9788925800462, 328쪽

#### 완결
- 《공의 경계》

나스 기노코 (글), 타케우치 타카시 (그림), 권남희
2005년 5월 25일, ISBN 9788952969812 {{isbn}}의 변수 오류: 유효하지 않은 ISBN., 626쪽
2005년 5월 25일, ISBN 9788952969839 {{isbn}}의 변수 오류: 유효하지 않은 ISBN., 682쪽
- 《스팀 보이》

무라이 사다유키 (글), 조은경 (번역)
2005년 8월 10일, ISBN 9788952974526 {{isbn}}의 변수 오류: 유효하지 않은 ISBN., 262쪽
- 2006년 5월, 《NHK에 어서 오세요》(NHKにようこそ!)

타키모토 타츠히코(글), 아베 요시토시(그림), 현정수(번역). ISBN 8952984889. 324쪽
- 2006년 8월 15일, 《플리커 스타일 - 카가미 키미히코에게 어울리는 살인》(フリッカー式　鏡公彦にうってつけの殺人)

사토 유야(글), 사사이 이코(그림), 주진언(번역). ISBN 8952982401. 405쪽
- 헛소리 시리즈

니시오 이신(글), 타케(그림), 현정수(번역)
- - 《잘린머리 사이클 - 청색 서번트와 헛소리꾼》(クビキリサイクル 青色サヴァンと戯言遣い). 2006년 10월 25일,  ISBN 895298238X. 489쪽
  - 《목조르는 로맨티스트 - 인간실격.제로자키 히토시키》(クビシメロマンチスト 人間失格・零崎人識). 2007년 2월 25일, ISBN 9788952991997. 481쪽
  - 《목매다는 하이스쿨 - 헛소리꾼의 제자》(クビツリハイスクール 戯言遣いの弟子), 2007년 9월 1일, ISBN 9788952997302, 256쪽
  - 《사이컬로지컬》
    - 2008년 4월 5일, 《사이컬로지컬 상 - 우츠리기 가이스케의 헛소리 부수기(サイコロジカル (上） 兎吊木垓輔の戯言殺し)》, 308쪽, ISBN 9788925800417
    - 2008년 4월 5일, 《사이컬로지컬 하 - 매력적인 허풍쟁이 코우타(サイコロジカル (下） 曳かれ者の小唄)》, 368쪽, ISBN 9788925800431

  - 《카니발 매지컬 - 살육기술의 니오우노미야 남매(ヒトクイマジカル 殺戮奇術の匂宮兄妹)》, 2008년 10월 1일,  636쪽, ISBN 9788925811345
  - 《모든 것의 래디컬》
    - 2009년 4월 15일, 《모든 것의 래디컬 상 - 13계단(ネコソギラジカル (上) 十三階段)》, 476쪽, ISBN 9788925811369
    - 2009년 4월 15일, 《모든 것의 래디컬 중 - 붉은 정복 vs 주황색 씨앗 (ネコソギラジカル (中) 赤き征裁VS.橙なる種)》, 476쪽, ISBN 9788925811383
    - 2009년 6월 5일, 《모든 것의 래디컬 하 - 청색 서번트와 헛소리꾼 (ネコソギラジカル（下） 青色サヴァンと戯言遣い)》, 484쪽, ISBN 9788925811390
- 2006년 12월 1일, 《네거티브 해피 체인 소 에지》(ネガティブハッピー・チェーンソーエッヂ)

다키모토 다쓰히코(글), 아베 요시토시(그림), 현정수(번역).ISBN 8952988507. 322쪽
- 2006년 12월 20일, 《연기, 흙 혹은 먹이》(煙か土か食い物 Smoke, Soil or Sacrifices)

마이조 오타로(글, 그림), 조은경(번역). ISBN 8952982398. 396쪽
- 2007년 4월 15일, 《고양이 도둑과 목요일의 키친》(猫泥棒と木曜日のキッチン)

하시모토 쓰무구(글, 그림), 주진언(번역). ISBN 9788952991966. 253쪽
- 2007년 7월 15일, 《에나멜을 바른 혼의 비중 - 카가미 료코와 변화하는 밀실》(エナメルを塗った魂の比重　鏡稜子ときせかえ密室)

사토 유야(글), 사사이 이코(그림), 주진언(번역). ISBN 9788952991973. 558쪽. 19세 미만 구독불가
- 2008년 1월 25일, 《수몰 피아노 - 카가미 소지가 되돌리는 범죄》(水没ピアノ　鏡創士がひきもどす犯罪)

사토 유야(글), 사사이 이코(그림), 박소영(번역). ISBN 9788952991980. 524쪽
- 2009년 9월 15일, 《살룡 사건》

카도노 코헤이(글), 카네코 카즈마(그림), 문정훈 (번역), 366쪽, ISBN 9788925811406
- 2009년 11월 30일 《자해성 사건》

카도노 코헤이(글), 카네코 카즈마(그림), 문정훈 (번역), 374쪽, ISBN 9788925811420
- 2010년 4월10일 《소녀, 아득히 먼 곳으로 (ちーちゃんは悠久の向こう)》

아키라(글), 박만희(그림), 최고은 (번역), 262쪽, ISBN 9788925811178
- 2010년 6월 10일 《해적섬 사건》

카도노 코헤이(글), 카네코 카즈마 (그림), 문정훈 (번역), 412쪽, ISBN 9788925811444
- 2011년 3월 10일 《금루경 사건》

카도노 코헤이(글), 카네코 카즈마 (그림), 문정훈 (번역), 374쪽, ISBN 9788925811468
- 《공의 경계》 개정판

나스 키노코(글), 권남희 (번역),
2011년 5월 25일 상 ISBN 9788925843223
2011년 5월 25일 중 ISBN 9788925843247
2011년 5월 25일 하 ISBN 9788925843254
- 2013년 8월 7일, 《소녀불충분》

니시오 이신(글), 미도리 후우 (그림), 주원일 (번역), 260쪽, ISBN 9788968312304

### 파우스트 박스

#### 발행중
- 이야기 시리즈

니시오 이신(글),  VOFAN(그림), 현정수(번역)
- - 《괴물 이야기》

2010년 7월 3일 상 ISBN 9788925849157
2010년 9월 17일 하 ISBN 9788925849171 534페이지
- - 《상처 이야기》

2011년 1월 25일 ISBN 9788925861111
- - 《가짜 이야기》

2011년 11월 1일 상 ISBN 9788925873602
2012년 1월 15일 하 ISBN 9788925873626
- - 《고양이 이야기 (흑)》

2012년 5월 1일 ISBN 9788925873633
- - 《고양이 이야기 (백)》

2012년 11월 7일 ISBN 9788925873657
- - 《꽃 이야기》

2013년 5월 7일 ISBN 9788968312298
- - 《미끼 이야기》

2013년 8월 7일 ISBN 9788968317576
- - 《귀신 이야기》

2013년 9월 7일 ISBN 9788968317583
- - 《사랑 이야기》

2015년 9월 8일 ISBN 9791155971772
- - 《빙의 이야기》

2015년 11월 7일 ISBN 9791125642794
- 쓰르라미 울 적에

류키시07(글), 일토모히(그림), 인단비(번역)
오니카쿠시 편 상 2012년 5월 1일 ISBN 9788925871806
오니카쿠시 편 하 2012년 8월 30일 ISBN 9788925871820
와타나가시 편 상 2012년 11월 7일 ISBN 9788925871837
와타나가시 편 하 2012년 12월 7일  ISBN 9788925871844
타타리오고시 편 상 2013년 2월 7일 ISBN 9788925871851
타타리오고시 편 하 2013년 11월 7일 ISBN 9788925871868
히마츠부시 편 2014년 3월 7일 ISBN 9788925871875
- 《르부아 시리즈》

마도이 반(글), 쿠라모리 준(그림)
- - 마루타마치 르부아

2013년 8월 7일 ISBN 9788968317644
- - 카라스마 르부아

2014년 6월 10일 ISBN 9788968317651

#### 완결
- 여기 여우가 살고있다

이선웅(글), BARY/문소현(그림)
2011년 7월 15일 ISBN 9788925871714
2011년 11월 1일 ISBN 9788925871738
2012년 3월 6일 ISBN 9788925885728
2012년 8월 30일 ISBN 9788925885735
2013년 4월 7일 ISBN 9788968313707
- 칼 이야기

니시오 이신(글),  타케(그림), 현정수(번역)
2011년 7월 25일 ISBN 9788925861128
2011년 8월 25일 ISBN 9788925861142
2012년 3월 10일 ISBN 9788925861159
2012년 4월 20일 ISBN 9788925861166
2012년 5월 20일 ISBN 9788925861173
2012년 9월 25일 ISBN 9788925861180
2012년 11월 7일 ISBN 9788925861197
2012년 12월 7일 ISBN 9788925861203
2013년 1월 7일 ISBN 9788925861210
2013년 2월 7일 ISBN 9788925861227
2013년 5월 7일 ISBN 9788925861234
2013년 6월 7일 ISBN 9788925861241
- 당나귀 눈의 세계에 온 걸 환영해

이와키 히로아키(글), 고리(그림)
2013년 9월 7일 ISBN 9788925811314
- 캣푸드 - 명탐정 산즈노카와 코토와리와 주문이 많은 저택의 살인

모리카와 토모키(글), 히라사와 게코(그림)
2013년 11월 7일 ISBN 079788925811260